# Queso de Piedra
El queso de piedra es un tipo de queso que se elabora en el Principado de Asturias.

## Elaboración
La leche bien sea de vaca o de cabra se recoge recién ordeñada, se deja cuajar y cuando tenemos la cuajada esta se corta y se introduce en una malla de tela para desuerar. Una vez completado este proceso se deja madurar durante un mes.

## Características
Es un queso semiduro, cilídrico, de pequeño tamaño pues ronda el medio kilo. El interior o pasta es de color crema en el elaborado con leche de cabra y blanco en el elaborado con la de vaca. La corteza exterior es de blanca pudiéndose oscurecer.

## Zona de Elaboración
Este queso se elabora en la aldea de Piedra, cercano a Los Carriles y a Posada de LLanes, en el concejo asturiano de Llanes.